# Odet de Foix-Lautrec
Odet de Foix (1485 – Nápoly alatt, 1528. augusztus 16.), Lautrec vikomtja (algrófja), francia főnemes, Beaufort grófja (1512-től), Rethel grófja (1525-től), Orval, Chaource, Marais, Isles és Villemur ura. Hadvezérként harcolt két francia király (XII. Lajos és I. Ferenc) szolgálatában, részt vett a korban zajló itáliai háborúkban, valamint a Francia Királyság más háborúiban Navarra és Gascogne csataterein. 1511-től Franciaország marsallja, az itáliai francia hadak főparancsnoka. Jelentős szerepet játszott a cambrai-i liga harmadik és negyedik háborújában (1511–16), az négyéves háborúban (1521–26) és a cognaci liga háborújában (1526–28-ig). Gyakran nevezik röviden Lautrec marsallnak (maréchal de Lautrec).

## Élete

### Származása, családja
Édesapja II. Jean de Foix-Lautrec († 1494) volt, Lautrec és Villemur vikomtja, Dauphiné tartomány királyi kormányzója, Pierre de Foix († 1436) fia, I. János foix-i gróf unokája, IV. Gaston foix-i gróf unokaöccse. Édesanyja Jeanne d’Aydie de Lescun volt, Lescun úrnője. A szülők két legidősebb fia, Odet és Thomas ikerfivérekként születtek, később még egy fiú- és egy leánytestvér is született:
- Odet de Foix (1485–1528), Lautrec vikomtja, 1511-től Franciaország marsallja, a Szent Mihály-rend lovagja,
- Thomas de Foix (1485–1525), Odet ikerfivére, Lescun ura, teológiai doktor, Tarbes püspöke, 1518-tól Franciaország marsallja
- André de Foix (1490–1547), Lesparre ura, Montfort grófja, tábornok,
- Françoise de Foix (1495–1537), aki 1509-ben Jean de Laval-Châteaubriant-nal kötött házassága révén Châteaubriant grófnéja, majd 1516-tól I. Ferenc király kegyencnője (maîtresse du roy) lett.

### XII. Lajos király hadvezére
A katonaősökkel büszkélkedő Foix-házból származott, rokonai között ott voltak Navarra trónjának követelői is. Anyjának öröksége, Comminges grófság 1498-ban visszaszállt a koronára, Lautrec vikomt kérte ennek kiszolgáltatását, de 1502-re jogerősen elveszítette a birtokot, de jogot kapott a cím viselésére. Haláláig viselte Comminges grófjának címét, fenntartva igényét anyai örökségére. Fiatalon szegődött XII. Lajos francia király szolgálatába, gyorsan kitűnt vitézségével és parancsnoki képességeivel. Felvették a Szent Mihály-lovagrendbe.
XII. Lajos király az itáliai francia had parancsnokává nevezte ki. 1507 márciusában Genova fellázadt a francia kormányzó ellen, áprilisban Odet de Foix-Lautrec a királyi haderő élén hadjáratot vezetett a város ellen. A Castellaccio erőd megrohamozásakor megsebesült a combján. Genovát ostrommal bevették, április 28-án Lautrec vikomt a király oldalán vonult be az elfoglalt városba. XII. Lajos keményen megtorolta a lázadást, a vezetőket kivégeztette, a várostól megvonta a köztársasági időkből megőrzött kiváltságait, és bekebelezte a Francia Királyságba.
1511. március 1-jén a király Franciaország marsalljává nevezte ki. Kiújult az itáliai háború, 1511 márciusában a franciák bevették Concordiát és Castelfrancót, II. Gyula pápa Ravennába menekült. 1511. június 25-én a király saját unokaöccsét, Gaston de Foix-t, Odet de Foix rokonát kinevezte Milánó kormányzójává, a februárban elhunyt Charles d’Amboise marsall helyére. Októberben a pápa francia-ellenes Szent Ligát szervezett a Velencei Köztársaság, a Német-római Birodalom és Spanyolország bevonásával. A király Gaston de Foix-t nevezte ki itáliai francia főparancsnokává, Odet de Foix-t ifjú rokona alá rendelte.
XII. Lajos összehívta a pisai zsinatot, hogy megbuktassa II. Gyula pápát. Október végén a francia bíborosok megérkeztek Pisába, kíséretüket Odet de Foix-Lautrec marsall 150 francia íjásza biztosította. November elején összetűzések robbantak ki, egyik oldalon a pisai lakosság és a firenzei katonaság, a másikon a francia katonák és a bíborosok szolgái között.
Odet de Foix-Lautrec marsall Itáliában maradt, Bologna védelmét szervezte. 1512 januárjában a Szent Liga egy pápai–spanyol hadsereget összpontosított Ramon de Cardona spanyol tábornoknak, Nápoly spanyol alkirályának parancsnoksága alatt. A jelentős haderő Bologna ostromára indult, amelyet Odet de Foix-Lautrec védett. Unokafivére, Gaston de Foix gyors menetben felmentő csapatot vezetett az ostromlott város alá, és február 5-én hajnalban bevonult Bolognába. Az erősítés hírére Cardona csapatai visszavonult Imolába.
Bologna felmentése után Gaston de Foix elfoglalta Bresciát, majd a pápa elfogására indult, kiegészítve Estei Alfonz ferrarai herceg és Odet de Foix csapataival. 1512. április 8-án az egyesült haderő ostrom alá vette Ravennát. Április 11-én megütköztek Ramon de Cardona nápolyi alkirály felmentő hadseregével. A ravennai csatában a franciák szétverték a spanyolokat és a pápa svájci zsoldosait. A harcban azonban a fővezér, Gaston de Foix elesett, Odet de Foix-Lautrec marsall súlyosan megsebesült (halottnak hitték, és egy időre hátra is hagyták a csatamezőn). A parancsnokságot Jacques de La Palice marsall vette át, aki azonban a megvert ellenség üldözése (és a pápa elfogása) helyett Ravenna ostromához tért vissza. A várost bevették és kifosztották, de a Liga időt nyert, újjászervezte haderejét, és augusztusra La Palice kénytelen volt egész Lombardiát feladni.
A sebesüléséből felépült marsallt 1512 elején a király kinevezte Guyenne tartomány királyi kormányzójává. Lautrec katonai segítséget nyújtott III. János navarrai királynak (Jean d’Albret), aki (sikertelen) hadjáratokkal próbálta visszaszerezni II. Ferdinánd aragóniai király által bekebelezett országát.

### I. Ferenc király hadvezére
1515-ben az új király, I. Ferenc is igényt támasztott a Milánói Hercegségre, és erős hadsereggel indult Itáliába. Odet de Foix a felderítő csapatokat vezette, alvezére, Jacques de La Palice marsall csapatai elfogták a Prospero Colonnát a pápai csapatok parancsnokát, zavart okozva az ellenük vonuló spanyol és pápai haderőben. Tárgyalások kezdődtek, és megegyezés született Milánó átadásáról. A svájciak azonban, akik Massimiliano Sforza milánói herceget, vele Milánó gazdaságát és kereskedelmét kezükben tartották, Matthäus Schiner bíboros biztatására elvetették az egyezményt, és a franciák ellen vonultak. Odet előre látta a fejleményeket, és az 1515. szeptember 14-én a marignanói csatában, az időben megérkező Bartolomeo d’Alviano velencei condottiere segítségével súlyos vereséget mért a svájciakra. Milánót elfoglalták, Massimiliano Sforza (évjáradékért cserébe) lemondott, Ferenc királyt beiktatták Milánó hercegének méltóságába, a király Foix-Lautrec marsallt nevezte ki a Milánói Hercegség kormányzójává. 1516 márciusában Lautrec marsall elfoglalta Bresciát és Veronát is. A noyoni (1516. augusztus 13.) és a brüsszeli békeszerződés (1516. december 3.) a francia király győzelmét rögzítették.
A következő években Odet de Foix és fivérei katonai karrierjét elősegítette az a tény, hogy húgukat, Françoise de Foix-t, aki 1509 óta Châteaubriant gróf felesége volt, Ferenc király az udvarába hívta és hivatalos ágyasává (maîtresse-en-titre) kívánta tenni. Ennek érdekében Françoise két ifjabbik bátyja is magas katonai rangot kapott, Thomas de Foix-Lescun, Tarbes püspöke 1518-ban szintén Franciaország marsallja lett. André de Foix-Lesparre pedig tábornok. A Milánó elfoglalását eredményező győztes hadjárat és Odet de Foix-Lautrec marsall kormányzói kinevezése viszont még 1515-ben, Françoise-nak az udvarhoz kerülése előtt történt. Nem valószínű, hogy a király ezen döntésében is szerepet játszottak volna Françoise-zal kapcsolatos szándékai.

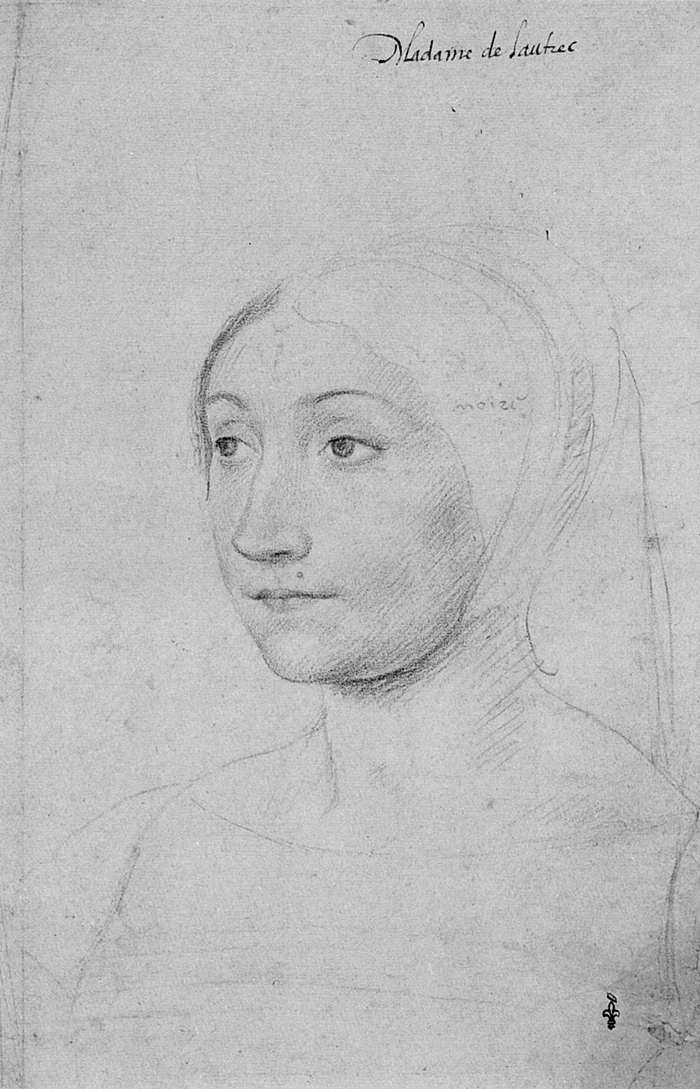
Charlotte d’Albret (Jean Clouet krétarajza)

### Házassága
1520-ban megnősült, Charlotte d’Albret grófkisasszonyt (1495–1527) vette feleségül, aki Jean d’Albret-nak († 1524), Orval és Châteaumeillant urának, Lesparre (Lasparros) bárójának, Rethel és Dreux grófjának, Champagne és Brie királyi kormányzójának és Charlotte de Bourgogne grófkisasszonynak (1472-1500) leánya volt.
Négy gyermekük született, de csak egyikük, Claude (Klaudia) érte meg a felnőttkort:
- Gaston de Foix (1521/2–28), gyermekként meghalt
- Henry de Foix (1523–40), Comminges, Beaufort és Rethelois grófja, aki 1533-tól Menaut de la Martonie, Couserans püspöke és nagybátyja, Jean de Laval-Châteaubriant gróf keze alatt nevelkedett, de 17 éves korában meghalt.
- Francis de Foix († 1528), gyermekként meghalt
- Claude de Foix († 1553), Beaufort és Rethel grófkisasszonya, aki 1535-ben XVI. Guy de Laval-Montfort grófhoz († 1547), majd Charles de Luxembourg-hoz, Martigues vikomtjához ment feleségül.

Leánya, Claude gyermektelenül hunyt el 1553-ban. Odet de Foix végrendeletében úgy rendelkezett, hogy ebben az esetben öröksége unokaöccsére, I. Klevei Ferencre, Nevers grófjára, sógornőjének, Marie d’Albret-nak fiára szálljon.

### Habsburg–Valois háború (1521–26)
A következő háború 1521-ben tört ki, miután 1519-ben I. Ferenc király helyett a Habsburg V. Károlyt választották német-római császárrá. Júniusban angol és császári csapatok megtámadták Észak-Franciaországot, Ferenc nagy erőkkel vonult ellenük, de hagyta a császáriakat csata nélkül elvonulni. Itáliában a spanyolok ostrom alá vették Parmát, Foix-Lautrec marsall csapataival felmentette a várost.
1521. november 28-án V. Károly, VIII. Henrik angol király és X. Leó pápa francia-ellenes egyezséget kötöttek. Odet de Foix-Lautrec milánói kormányzó azt a feladatot kapta, szálljon szembe a császári és pápai erőkkel. November 22-én Fernando de Ávalos, Pescara őrgrófja, császári hadvezér megrohanta a francia–velencei csapatoktól védett Milánót. Súlyos utcai harcok után Lautrec-nek fel kellett adnia a várost, maradék csapataival Cremonába húzódott vissza. Milánó a Liga kezére került. Prospero Colonna túlerejével szemben Lautrec az Adda folyó menti városokban sáncolta el magát.
1522 februárjában csapataival a lombardiai Adda folyónál fekvő Treviglio város közelében, Bergamo környékén állt. Egy kisebb incidens nyomán Odet de Foix erős csapatokkal a város alá indult, megüzenve, hogy katonáinak szabad rablást engedélyez. A spanyol helyőrség elmenekült, a város védtelen maradt. A lakosság a templomokba menekült, és megmenekülésért imádkozott. A máig élő legenda szerint ekkor csoda történt: 1522. február 28-án reggel az Ágoston-rendi kolostor Madonna-képe könnyezni kezdett. A szomszédos Casirate d’Adda városban álló Odet de Foix-nak jelentették az esetet, a marsall maga is megtekintette a könnyező festményt és megkímélte a várost. Sisakját és vezéri lándzsáját a béke jeléül az oltárra helyezte, és seregével együtt elvonult. A csoda helyszínén a 16. század végén kegytemplomot emeltek (Santuario della Madonna delle Lacrime), amely 1619-ben készült el. Itt őrzik Odet de Foix ott hagyott fegyvereit is.
1522 áprilisában Foix-Lautrec marsall erősítést kapott, friss svájci zsoldos csapatok érkeztek hozzá.
Április 27-én Milánó közelében támadást tervezett Prospero Colonna egyesített spanyol–pápai–császári erői ellen. A bicocca csata tervét Lautrec a kiváló francia tüzérség erejére építette, svájci zsoldosai azonban idő előtt megrohamozták a beásott spanyol arkebúz-lövészeket, kitakarva őket a francia ágyúk elől. Véres közelharc következett, a Fernando Francisco de Ávalos tábornok, Pescara márkija által vezetett spanyol lövészek és Georg von Frundsberg kapitány német landsknecht-jei lemészárolták a svájciak nagy részét, és az őket követő francia lovagokat. A svájci zsoldosok maradéka visszamenekült az Alpokon túlra. A csata sorsát a kor modern kézi tűzfegyverei döntötték el. Lautrec marsall maradék katonai ereje elégtelen volt a hadjárat folytatásához, egész Lombardiából ki kellett vonulnia. Franciaország felé húzódott vissza, nyomában Colonna és d’Avalos csapataival, akik alig találtak ellenállásra. A spanyol–pápai csapatok megostromolták és május 30-án el is foglalták Genovát. A Milánói Hercegség elvesztéséért Odet de Foix-Lautrec-nek kellett kellett vállalnia a felelősséget I. Ferenc király előtt. Húga, Françoise, ekkor már a király hivatalos ágyasa, meg tudta óvni bátyját a rázúduló királyi haragtól. Odet visszatért guyenne-i birtokaira. Helyére a király Guillaume Gouffier de Bonnivet-t nevezte kis az itáliai csapatok főparancsnokává.
1523-ban rendkívüli erőfeszítések árán visszaszorította Bayonne-t ostromló spanyol csapatokat. A király kinevezte Languedoc tartomány kormányzójává, majd 1526-ban Guyenne tartomány admirálisává. A király nem vitte magával az 1524-es itáliai hadjáratba, így „megúszta” az 1525-ös paviai csatavesztést, ahol több francia parancsnoktársa életét vesztette, köztük Bonnivet, a főparancsnok és Jacques de La Palice marsall is. Számos főúr, velük maga a király is fogságba esett.

### Utolsó hadjárata
Ferenc király csak úgy térhetett haza madridi fogságából, ha fiait túszként adja maga helyett. Egyezség született, 1526. március 18-án a francia–spanyol határon, Irun városánál, a Bidasoa (franciául: Bidassoa) folyónál megtörtént a fogolycsere: Odet de Foix marsall kíséretében Savoyai Lujza hercegné átadta a spanyoloknak két unokáját, Ferenc és Henrik királyi hercegeket. Cserébe saját fia, Ferenc király ekkor hazatérhetett.
Mihelyt Ferenc kiszabadult a császár fogságából, nyomban érvénytelennek nyilvánította a rákényszerített madridi békeszerződést, és erős katonai szövetséget szervezett V. Károly ellen. A cognaci ligába bevonta a pápai államot, Velencét és a császár ellen lázadó Milánói Hercegséget is. (Angliával békét kötött.) A ligával szemben felvonultak a Habsburg-ház országai, a Német-római Birodalom, Aragónia és Kasztília, Ferrara és (1528-ig) a Genovai Köztársaság. Ferenc ismét Odet de Foix-Lautrec marsallt bízta meg az inváziós hadsereg irányításával.
1527 májusában Károly német zsoldosai elfoglalták és kifosztották Rómát, a pápa rögtön kiegyezett a császárral. Lautrec betört Itáliába, augusztusban visszafoglalta Genovát és Alessandriát. Október 4-én rohammal elfoglalta és kifosztotta Paviát, innen Bolognába vonult. 1528. január 10-én innen indult a Nápolyi Királyság meghódítására, a császáriaktól kifosztott Rómát a keleti part felől elkerülve.
Lautrec csapatai 1528. február 10-én Fermónál léptek a Nápolyi Királyság területére. Átvonultak Chietin, Sulmonán, Lancianón és Guastón. Március 14-én a franciák ostrom alá vették Melfit. A keményen védekező várost március 22–23-án véres harcban elfoglalták, az ezt követő pusztításban és rablásban 3000 lakost lemészároltak. Ez volt a „véres húsvét” (Pasqua di sangue). Melfi fejedelme, a később francia szolgálatba lépő és marsallá kinevezett III. Giovanni Caracciolo maradék katonáival a melfi fellegvárban sáncolta el magát, az ellenállás reménytelenségét látva kapitulált, hogy maga és emberei életét megmentse. A túlélők elmenekültek, a város lakatlanná vált. 1531-ben V. Károly csak egy rommezőt talált Melfi helyén, az odaköltöző új telepeseket pénzadománnyal segítette.
1528. május 1-jén Lautrec serege ostrom alá vette Nápolyt. Ferenc király szövetségese, a velencei Philippino Doria gróf, Andrea Doria tengernagy unokaöccse, blokáddal zárta le a város tengeri kikötőit. A kemény ellenállás miatt az ostrom lassan haladt, a francia sereget betegségek tizedelték. Nyár elején Lautrec elvágatta az Acquedotto della Bolla nevű vízvezetéket, hogy a várost megfossza ivóvizétől. A lerombolt vezetékből a víz a francia tábort övező lefolyástalan, lápos területekre ömlött, táplálva a maláriaveszélyt. Járványok törtek ki, maga Lautrec marsall is megbetegedett, és augusztus 15-ről 16-ra virradó éjszakán meghalt, a jelentés szerint „rosszindulatú lázban” (fièvre maligne). Betegségének pontos természetét nem ismerjük, halálát okozhatta pestis, kolera, malária vagy a seregét pusztító lázas betegségek valamilyen kombinációja. A vezér halála után a francia sereg feladta Nápoly ostromát.
Ferenc király hamarosan belátta, hogy Itáliát nem tudja megszerezni. Béketárgyalást kezdeményezett, megbízottai 1529. augusztus 5-én megkötötték a cambrai-i békeszerződést, más néven a „hölgyek békéjét” (Paix des Dames), ahol V. Károlyt a nagynénje, Habsburg Margit savoyai hercegné, Németalföld kormányzója, I. Ferenc királyt pedig anyja, Savoyai Lujza hercegnő képviselte). Ferenc a szerződésben lemondani kényszerült milánói és flandriai birtokairól, a Habsburgok egész Itáliát maguk alá gyűrték.

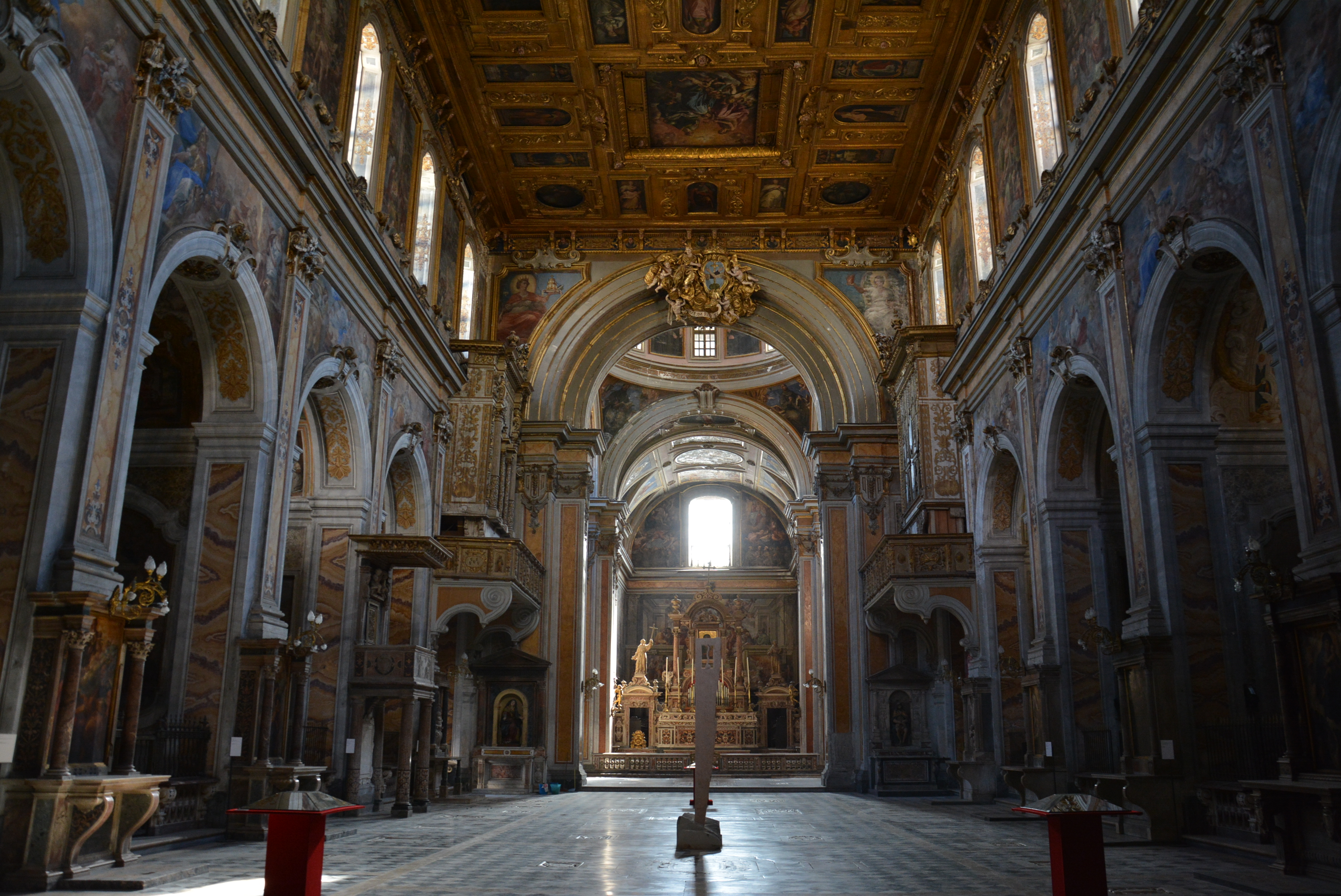
A Santa Maria la Nova templom Nápolyban.

### Sírhelye
Lautrec marsall holttestét, a járványokban meghalt katonákhoz hasonlóan először a Grotta degli Sportiglioni nevű barlangba vitték. A domboldalt, ahol ez fekszik, a Monte di Lotrecco néven kezdték emlegetni, a Lautrec név eltorzításával. E területen, Nápolytól északra, a Colle di Poggioreale domb mellett egy új temető keletkezett, később a város temetőjévé vált, ma már nem használják.
II. Gonzalo Fernández de Córdoba (1520–1578), Sessa III. hercege, aki 1554–1560 között a Milánói Hercegség spanyol kormányzója, a Nápolyi Királyság nagyadmirálisa volt, 28 évvel Lautrec marsall halála után, 1556-ban áthozatta a francia hadvezér földi maradványait a nápolyi Santa Maria la Nova templomba, amelynek egyik kápolnájában díszes márvány síremléket is készíttetett Annibale Caccavello (1515–1570) szobrásszal. Sírfeliratát Paolo Giovio tudós püspök, történetíró (1483–1552) írta meg, Nagy Kapitányként, tehetséges hadvezérként aposztrofálta az elhunytat.
Odet de Foix marsall, Lautrec vikomtja utód nélkül halt meg, halálával kihalt a Foix-ház Lautrec algrófi ága.

## Kapcsolódó szócikk
- Itáliai háborúk